# Дерек Фрейзер
Дерек Фрейзер (1937) — канадський дипломат. Надзвичайний і Повноважний Посол Канади в Україні.

## Біографія
Народився в 1937 році в Трейлі, провінція Британська Колумбія, Канада. У 1958 закінчив Університет Британської Колумбії, бакалавр гуманітарних наук у галузі історії та міжнародних відносин. У 1963 Університет Британської Колумбії, бакалавр гуманітарних наук у галузі права.
З 1964 по 1965 — юридичний радник у складі делегації Канади при міжнародній контрольній комісії в Сайгоні (Південний В'єтнам).
З 1965 по 1966 — співробітник Правового управління МЗС Канади
З 1966 по 1970 — 1-й секретар посольства Канади у ФРН.
З 1970 по 1972 — експерт відділення Управління Східної Європи МЗС Канади.
З 1972 по 1975 — радник посольства Канади в СРСР.
З 1977 по 1984 — працівник відділу політ.аналізу й планування Управління федеральних та провінційних відносин МЗС Канади.
З 1984 по 1988 — директор Управління Східної Європи та СРСР МЗС Канади.
З 1988 по 1993 — Надзвичайний та Повноважний Посол Канади в Угорській Республіці.
З 1993 по 1995 — Надзвичайний та Повноважний Посол Канади в Грецькій Республіці.
З вересня 1998 по серпень 2001 — Надзвичайний та Повноважний Посол Канади в Україні.